# 連邦国民評議会
連邦国民評議会（れんぽうこくみんひょうぎかい、アラビア語: المجلس الوطني الإتحادي、al-Majlis al-Watani al-Ittihadi）は、アラブ首長国連邦の立法府である。

## 議会構成

### 定数
40人。人口比で各首長国の議席を決定する。
| 首長国                   | 議席数 |
| ------------------------ | ------ |
| アブダビ                 | 8      |
| ドバイ                   | 8      |
| シャールジャ             | 6      |
| ラアス・アル＝ハイマ     | 6      |
| アジュマーン             | 4      |
| フジャイラ               | 4      |
| ウンム・アル＝カイワイン | 4      |
| 計                       | 40     |

### 選挙
- 20人 - 選ばれた一部国民による直接選挙。
- 20人 - 各首長による任命。

### 任期
4年。